# ديف مارشال
ديف مارشال (بالإنجليزية: Dave Marshall)‏ هو لاعب كرة قاعدة أمريكي، ولد في 14 يناير 1943 في أرتيسيا في الولايات المتحدة.

## وصلات خارجية
- ديف مارشال على موقع دوري كرة القاعدة الرئيسي (الإنجليزية)
- ديف مارشال على موقعبيزبول رفرنس.كوم (الدوري الرئيسي) (الإنجليزية)
- ديف مارشال على موقعبيزبول رفرنس.كوم (الدوري الثانوي) (الإنجليزية)
- ديف مارشال على موقع إي إس بي إن.كوم (أم.أل.بي) (الإنجليزية)
- ديف مارشال على موقع مشجعي الرسوم البيانية (الإنجليزية)